# Trematocranus microstoma
Trematocranus microstoma, noto nel commercio acquariofilo come "Haplochromis placodon dalla testa appuntita (Haplochromis placodon pointed head)" è una specie di ciclidi haplochromini endemica del Lago Malawi, che vive in acque poco profonde (tra i 4 - 20 m) vicino alla riva, mostrando apparentemente una preferenza per le zone con abbondante vegetazione. Si nutre di larve di insetti e crostacei scovati nel substrato soffice. Questa specie può raggiungere una lunghezza di 23,2 centimetri (9,1 in) TL . La specie è presente nel commercio di pesci d'acquario.